# William T. Watson
William Tharp Watson, född 22 juni 1849 i Milford i Delaware, död 14 april 1917 i Milford i Delaware, var en amerikansk demokratisk politiker. Han var Delawares guvernör 1895–1897. Han var dotterson till William Tharp som var Delawares guvernör 1847–1851.
Watson var en framgångsrik affärsman och bankir som var talman i Delawares senat när guvernör Joshua H. Marvil avled i ämbetet. Watson efterträdde 1895 Marvil som guvernör och efterträddes 1897 av Ebe W. Tunnell. Watson avled 1917 och gravsattes på Odd Fellows Cemetery i Milford.